# Guihaia argyrata
Guihaia argyrata là loài thực vật có hoa thuộc họ Arecaceae. Loài này được (S.K.Lee & F.N.Wei) S.K.Lee, F.N.Wei & J.Dransf. mô tả khoa học đầu tiên năm 1985.